# Liste der Biografien/Lans
Liste der Biografien |
Portal Biografien |
Personensuche
# |
A |
B |
C |
D |
E |
F |
G |
H |
I |
J |
K |
L |
M |
N |
O |
P |
Q |
R |
S |
T |
U |
V |
W |
X |
Y |
Z |
?
 
La |
Lb |
Lc |
Le |
Lg |
Lh |
Li |
Lj |
Ll |
Lm |
Lo |
Lp |
Lt |
Lu |
Lv |
Lw |
Lx |
Ly |
Lz
 
Laa |
Lab |
Lac |
Lad |
Lae–Lah |
Lai |
Laj |
Lak |
Lal |
Lam |
Lan |
Lao |
Lap |
Laq |
Lar |
Las |
Lat |
Lau |
Lav |
Law |
Lax |
Lay |
Laz
 
Lana |
Lanc |
Land |
Lane |
Lanf |
Lang |
Lanh |
Lani |
Lanj |
Lank |
Lanl |
Lanm |
Lann |
Lano |
Lanp |
Lanq |
Lanr |
Lans |
Lant |
Lanu |
Lanv |
Lanw |
Lanx |
Lany |
Lanz
Die Liste der Biografien führt alle Personen auf, die in der deutschsprachigen Wikipedia einen Artikel haben. Dieses ist eine Teilliste mit 75 Einträgen von Personen, deren Namen mit den Buchstaben „Lans“ beginnt.

## Lans
- Lans, Håkan (* 1947), schwedischer Ingenieur und Erfinder
- Lans, Max (1868–1928), deutscher Konteradmiral der Kaiserlichen Marine
- Lans, Michael Johannes Antonius (1845–1908), niederländischer Komponist, Musikwissenschaftler und katholischer Priester
- Lans, Otto (1870–1942), deutscher Konteradmiral der Kaiserlichen Marine und Industrieller
- Lans, Piet van der (1940–2018), niederländischer Radrennfahrer
- Lans, Wilhelm von (1861–1947), deutscher Admiral in der Kaiserlichen Marine

### Lansa
- Lansac, Delphine (* 1995), französische Badmintonspielerin
- Lansana, David (1922–1975), höchster Militär und Staatspräsident in Sierra Leone

### Lansb
- Lansberg, Johan Philip (1561–1632), niederländischer Astronom
- Lansburgh, Alfred (1872–1937), Bankier, Ökonom und Publizist
- Lansburgh, Brian (* 1946), US-amerikanischer Filmproduzent, Kameramann, Autor
- Lansburgh, Kurre (* 1977), schwedischer Freestyle-Skier
- Lansburgh, Larry (1911–2001), US-amerikanischer Filmregisseur, -produzent, Drehbuchautor und Kameramann
- Lansburgh, Werner (1912–1990), deutscher Schriftsteller und Publizist
- Lansbury, Angela (1925–2022), britische Schauspielerin, Synchronsprecherin und AutorinAngela Lansbury (1925–2022)

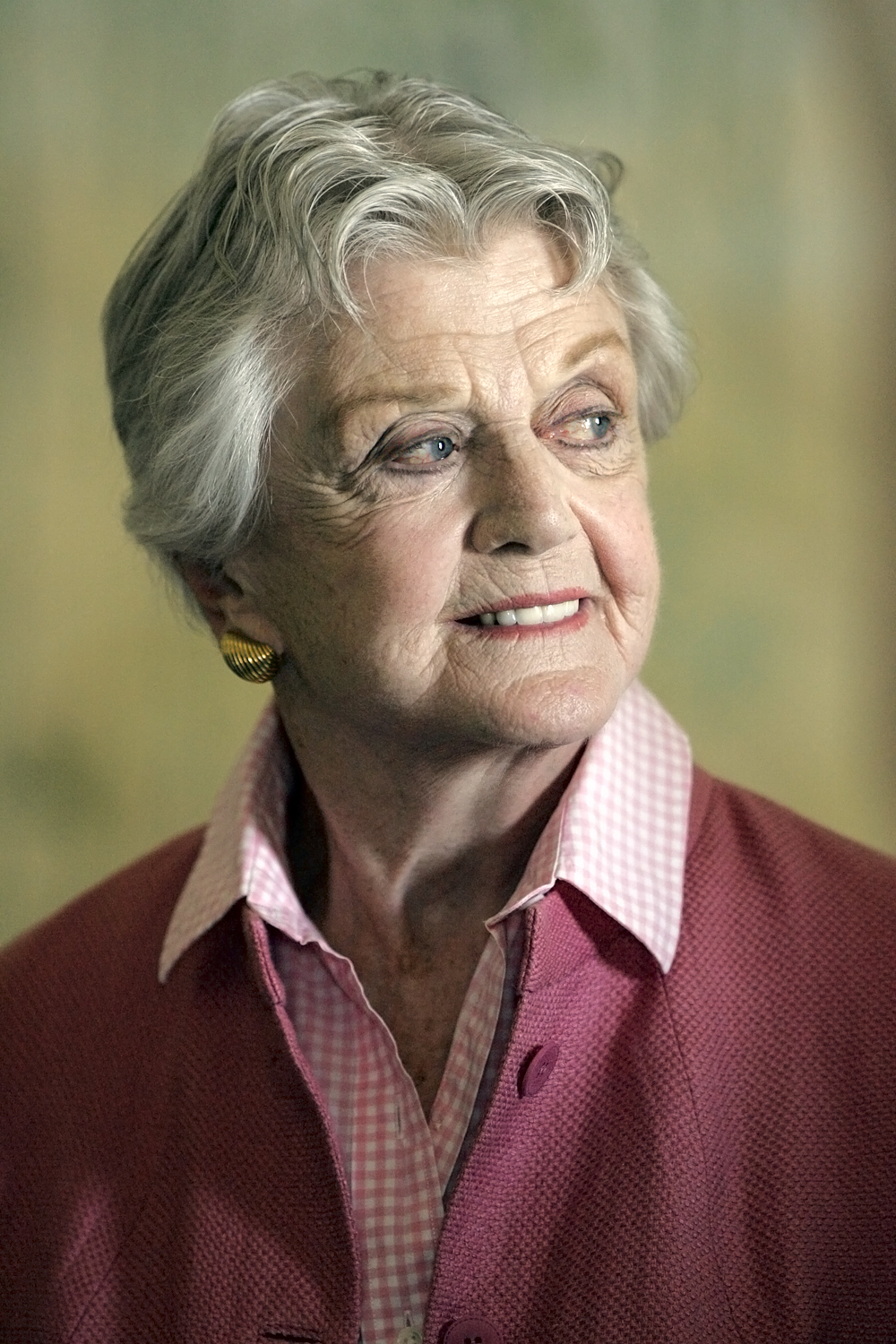
Angela Lansbury (1925–2022)

- Lansbury, George (1859–1940), britischer Politiker (Labour), Mitglied des House of Commons, Pazifist und Theosoph
- Lansbury, Henri (* 1990), englischer Fußballspieler
- Lansbury, Minnie (1889–1922), englische Frauenrechtlerin und Suffragette

### Lansc
- Lanschot, Reinier van (* 1989), niederländischer Politiker (Volt)

### Lansd
- Lansdale, Edward (1908–1987), US-amerikanischer Offizier der United States Air Force
- Lansdale, Joe R. (* 1951), US-amerikanischer SchriftstellerJoe R. Lansdale (* 1951)

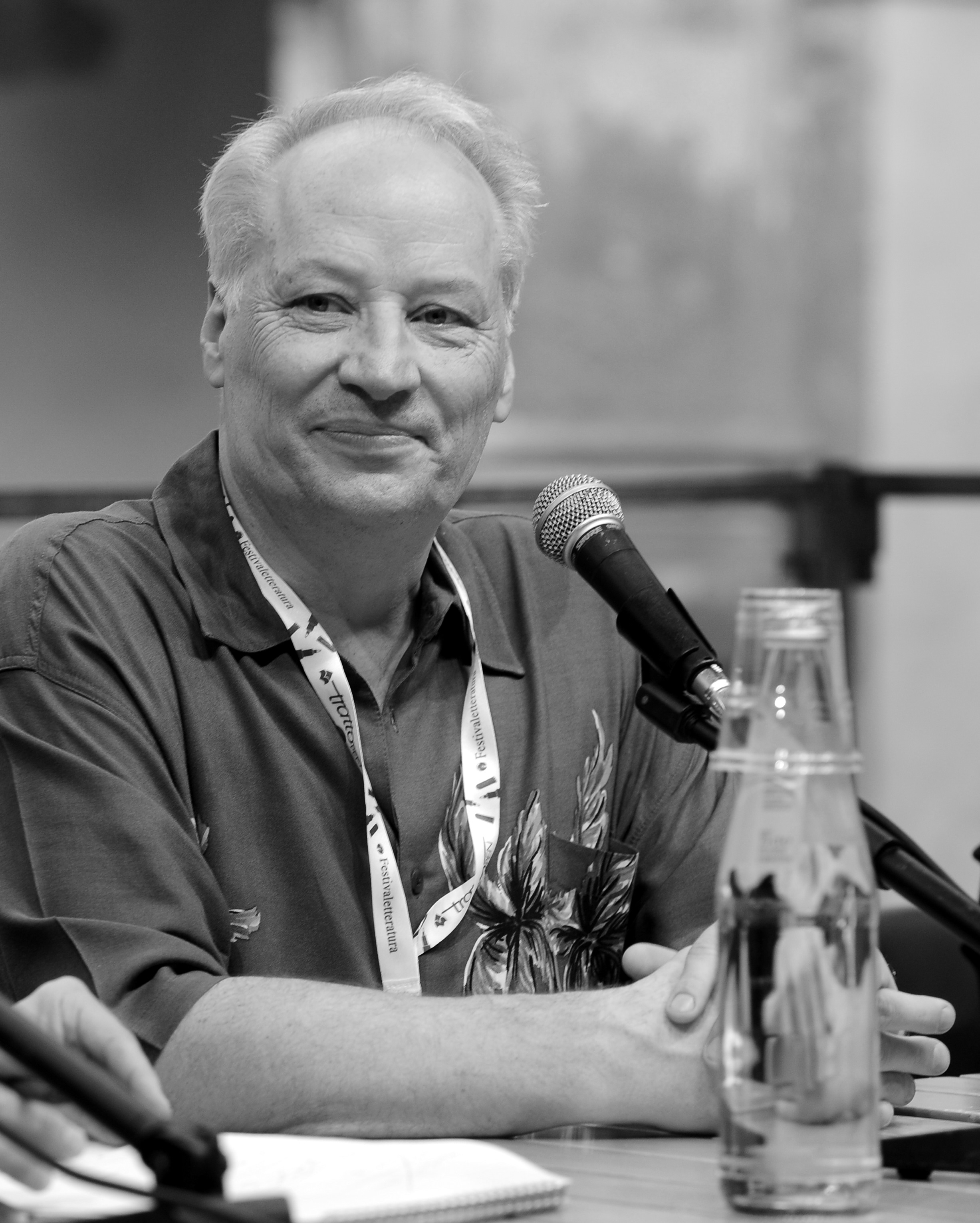
Joe R. Lansdale (* 1951)

- Lansdale, Katie, US-amerikanische Geigerin und Musikpädagogin
- Lansdale, Mark (* 1953), britischer Psychologe
- Lansdowne, Billy (* 1959), englischer Fußballspieler
- Lansdowne, Carmen, kanadische Moderatorin der United Church of Canada
- Lansdowne, DeAndre (* 1989), US-amerikanischer Basketballspieler
- Lansdowne, J. Fenwick (1937–2008), kanadischer Vogelmaler
- Lansdowne, Zachary (1888–1925), Marineflieger, Kapitän des Luftschiffes ZR-1

### Lanse
- Lansel, Peider (1863–1943), rätoromanischer Dichter und Sprachförderer
- Lanser, Günter (* 1932), deutscher Schriftsteller
- Lanser, Heinz (* 1937), deutscher Maler und Zeichner
- Lanser, Sebastian (* 1983), österreichischer Schlagzeuger
- Lanser-Ludolff, Hans (1860–1934), deutscher Theater- und Stummfilmschauspieler sowie Theaterregisseur und Schriftsteller
- Lansere, Jewgeni Alexandrowitsch (1848–1886), russischer Bildhauer
- Lansere, Jewgeni Jewgenjewitsch (1875–1946), russischer und sowjetischer Maler und Buchkünstler
- Lansere, Nikolai Jewgenjewitsch (1879–1942), russisch-sowjetischer Architekt und Architekturhistoriker
- Lansere, Sofja Jewgenjewna (* 2000), russische Tennisspielerin

### Lansi
- Lansing, Abraham (1835–1899), US-amerikanischer Jurist und Politiker
- Lansing, Abraham G. (1756–1834), US-amerikanischer Jurist und Politiker
- Lansing, Ambrose (1891–1959), US-amerikanischer Ägyptologe und Anthropologe
- Lansing, Frederick (1838–1894), US-amerikanischer Jurist und Politiker
- Lansing, Gerrit Y. (1783–1862), US-amerikanischer Jurist und Politiker
- Lansing, James Bullough (1902–1949), amerikanischer Audioingenieur und Lautsprecherdesigner
- Lansing, John (* 1754), US-amerikanischer Politiker
- Lansing, Joi (1929–1972), US-amerikanische Schauspielerin
- Lansing, Robert (1864–1928), US-amerikanischer Außenminister
- Lansing, Robert (1928–1994), US-amerikanischer Schauspieler
- Lansing, Sherry (* 1944), US-amerikanische Filmstudioleiterin
- Lansing, William E. (1821–1883), US-amerikanischer Jurist und Politiker
- Lansink, Jos (* 1961), niederländischer Springreiter mit belgischem Pass
- Lansink, Leonard (* 1956), deutscher SchauspielerLeonard Lansink (* 1956)

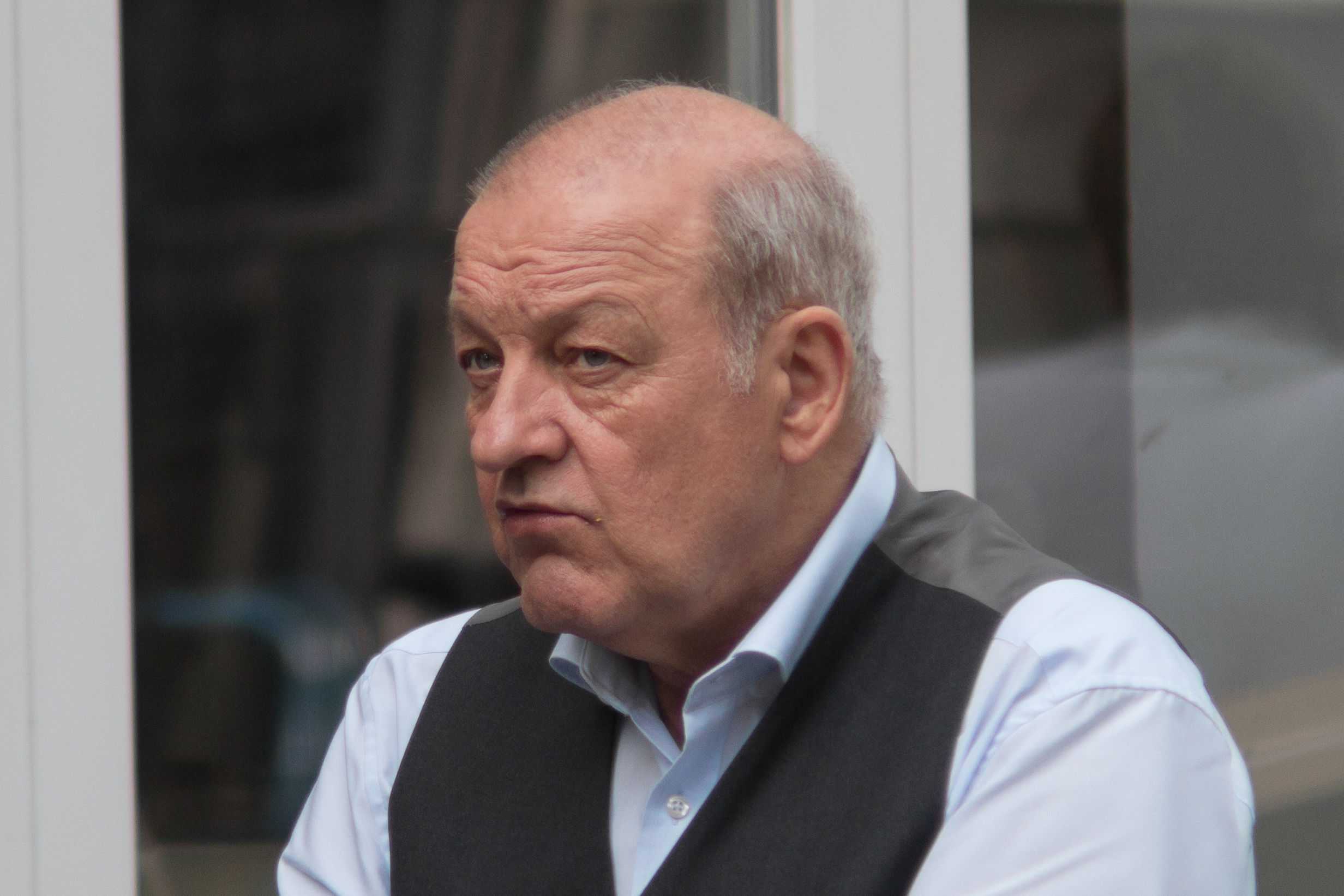
Leonard Lansink (* 1956)

- Lansiquot, Imani (* 1997), britische Sprinterin
- Lansius, Thomas (1577–1657), deutscher Politikwissenschaftler, Historiker und Rechtswissenschaftler

### Lansk
- Lanskaja, Aljona (* 1985), belarussische Popsängerin
- Lanskaja, Walerija Alexandrowna (* 1987), russische Schauspielerin
- Lanskaya, Yelena (* 1968), US-amerikanische Filmregisseurin, Filmproduzentin und Filmeditorin
- Lanske, Hermann (1927–1979), österreichischer Produzent, Drehbuchautor und Fernsehregisseur
- Lanskoi, Sergei Nikolajewitsch (1774–1814), russischer General
- Lanskoy, André (1902–1976), russisch-französischer Maler
- Lansky, August (1818–1897), deutscher Lehrer und Schuldirektor
- Lansky, Gabriel (* 1955), österreichischer Rechtsanwalt
- Lansky, Greg (* 1982), französischer Filmregisseur und Filmproduzent von Pornofilmen
- Lanský, Jiří (1933–2017), tschechoslowakischer Hochspringer
- Lansky, Meyer (1902–1983), US-amerikanischer MobsterMeyer Lansky (1902–1983)

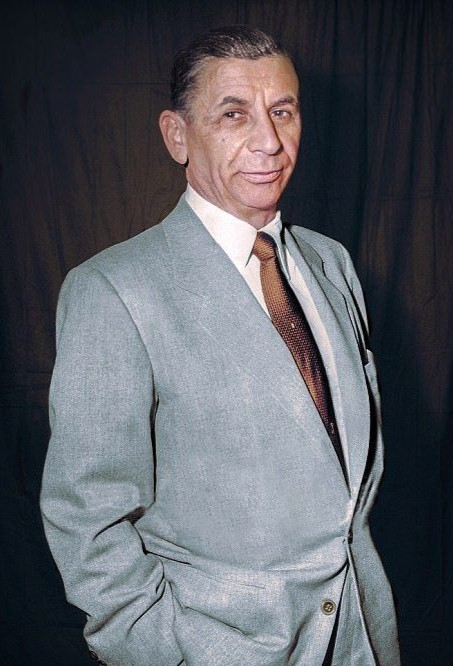
Meyer Lansky (1902–1983)

- Lánský, Miloš (1926–2005), tschechischer Kybernetiker
- Lansky, Nicolas (1939–2008), deutscher Schauspieler
- Lansky, Ralph (1931–2025), deutscher Jurist, Bibliothekar und Rechtsbibliograf

### Lansl
- Lansley, Andrew (* 1956), britischer Politiker (Conservative Party), Mitglied des House of Commons

### Lansm
- Lansmann, Kirsikka (* 1986), deutsche Politikerin (SPD), MdL

### Lanso
- Lanson, Gustave (1857–1934), französischer Romanist

### Lanss
- Lanssens, Caroline, belgische Fußballschiedsrichterin

### Lanst
- Lanston, Jude B., US-amerikanischer Theater- und Filmschauspieler, ehemaliger Balletttänzer, ehemaliger Standardtänzer und ehemaliger Hip-Hop-Tänzer
- Lanston, Tolbert (1844–1913), US-amerikanischer Erfinder
- Lanstyák, István (* 1959), slowakisch-ungarischer Sprachwissenschaftler

### Lansy
- Lansyer, Emmanuel (1835–1893), französischer Landschaftsmaler und Radierer